# Chu Ân
Chu Nhân (chữ Hán: 周殷), không rõ năm sinh năm mất, không rõ người ở đâu, là nhân vật lịch sử Trung Quốc, từng tham gia chiến tranh Hán Sở.

## Cuộc đời và sự nghiệp
Sử cũ ghi chép về Chu Ân rất ít ỏi, chỉ biết ông là Đại tư mã của nhà Tây Sở.
Năm 204 TCN, Cửu Giang vương Anh Bố quy hàng nhà Hán, Hạng vương sai Hạng Bá thu lấy quân đội Cửu Giang, giết sạch vợ con của Bố, rồi sai Ân đồn trú ở đấy. Năm 202 TCN, Anh Bố và Lưu Giả quay lại Cửu Giang, thuyết phục Ân hàng Hán; ông nghe theo, đem quân đội Cửu Giang tham gia trận Cai Hạ.
Không còn ghi chép nào khác về Chu Ân.